# Charles Henry Stanley
Charles Henry Stanley (Brighton, Anglaterra, setembre de 1819- Nova York, EUA, 1901) fou un jugador d'escacs anglès, posteriorment nacionalitzat estatunidenc que fou el primer Campió dels Estats Units.

## Biografia
Stanley era un anglès, gran aficionat als escacs, que el 1843 va anar a viure als Estats Units per treballar al consolat britànic. Allà, la seva empenta i les seves idees varen tenir gran influència en el món dels escacs estatunidencs. La seva implicació amb aquest món fou tal que va posar a la seva filla el nom de Pauline, en honor del gran jugador estatunidenc Paul Morphy.

### Activitats relacionades amb els escacs
Una de les principals idees de Stanley fou la d'iniciar i mantenir una columna regular dedicada als escacs en un diari, la primera del país, la qual va començar el 1845 a The Spirit of the Times, i que va durar tres anys. També va fundar la publicació American Chess Magazine el 1846, tot i que ràpidament d'altres persones varen copiar la idea (que s'havia originat a Anglaterra), i la competència va provocar la desaparició de la revista.
El 1846 va publicar el primer llibre sobre un matx d'escacs als Estats Units, 31 Games of Chess.
El 1855 va organitzar el primer torneig mundial de "solucionadors de problemes".

## Resultats destacats en competició
El 1839 quan encara era a Anglaterra, va vèncer en matx Howard Staunton (+3 –2 =1), tot i que Staunton li donava avantatge de peó i sortida.
És considerat el primer Campió dels Estats Units, des que el 1845 va derrotar n'Eugène Rousseau en un matx a Nova Orleans (+15 –8 =8), el premi del qual eren 1000 dòlars. En aquell esdeveniment, el segon de Rousseau era n'Ernest Morphy, tiet del futur campió Paul Morphy, que en aquell moment tenia 9 anys, i que va assistir al matx. De fet, Stanley va mantenir el títol fins que el 1857 el va haver de cedir a Paul Morphy, quan aquest va vèncer al primer American Chess Congress, a Nova York. La figura de Stanley és avui en dia poc coneguda, en part perquè va ser totalment eclipsat pels èxits del mundialment famós Morphy.
D'altres resultats destacats als Estats Units foren l'empat en matx, el 1850, a Nova York, contra Johann Löwenthal (+3 –3 =0), l'empat en matx, el 1852, a Nova York, contra Charles Fournier de Saint-Amant (+4 –4 =0). Posteriorment, va tornar a jugar a Anglaterra, on fou segon, rere Ignatz von Kolisch al tercer Congrés de la British Chess Association a Cambridge 1860, i on quedà primer en un torneig a Leeds 1861.